# William Augustus Hancock
William Augustus Hancock (Barre, Massachusetts, 17 de mayo de 1831 – Phoenix, Arizona, 24 de marzo de 1902) fue un pionero americano, abogado y político. Al llegar al territorio de Arizona durante la Guerra Civil Americana, se estableció en el valle de Salt River. Allí realizó el trabajo de investigación necesario para crear la ciudad de Phoenix, así como la celebración de una variedad de oficinas gubernamentales en los planos de la ciudad y del condado.

## Biografía
Hancock nació en Barre, Massachusetts el 17 de mayo de 1831 en una familia de granjeros de Nueva Inglaterra. Fue educado en las escuelas locales y en la academia de Leicester. En 1853, Hancock se unió a dos de sus hermanos y compró algunos ganados en Iowa y luego condujo su rebaño a California. a su llegada, Hancock se dedicó a la ganadería y la minería en el Condado de Sacramento. A raíz de una visita de 1857 a su ciudad natal, Hancock volvió a California con un semental pura sangre y otros caballos.
En 1864, durante la guerra civil americana, Hancock se alistó en la compañía K7º del Regimiento de Infantería de Voluntarios de California.Su unidad fue asignada por Fort Yuma, en febrero de 1865.Hancock fue reasignado a los Voluntarios de primera en Arizona y fue nombrado comisionado por un teniente segundo. Desde Fort Yuma, fue trasladado a Fort McDowell, Arizona y puesto a cargo de una unidad de lucha contra los indios Pima en las guerras apaches. Hancock dejó el ejército en septiembre de 1866 como teniente primero y, siguiendo las tradiciones de la época, llegó a ser conocido como "Capitán" Hancock.
Después de dejar el ejército, Hancock ayudaba a un puesto de operaciones.En mayo de 1870, él se mudó al Valle de Salt River. Allí, el 10 de noviembre de 1870, fue contratado por el Salt River Valley Town Asociación para estudiar. El 10 de diciembre Hancock había hecho un trabajo topográfico para que se le permitiera la venta inicial de las parcelas en la zona este de Nueva York.al año siguiente Hancock construyó su primera casa en Phoenix. No está claro si la estructura fue el primer edificio en Phoenix o sólo el primer edificio construido después de la Townsite. Además de ser el hogar de Hancock, el edificio también sirvió como almacén general, carnicería, ayuntamiento, la oficina de condado y lugar de reunión general.